# Monteiroa triangularifolia
Monteiroa triangularifolia är en malvaväxtart som beskrevs av Antonio Krapovickas. Monteiroa triangularifolia ingår i släktet Monteiroa och familjen malvaväxter. Inga underarter finns listade i Catalogue of Life.